# خوشی (فیلم ۱۹۳۴)
«خوشی» (روسی: Счастье) یک فیلم است که در سال ۱۹۳۴ منتشر شد.